# 水母玉鲳
水母玉鲳（学名：Psenes arafurensis）为輻鰭魚綱鱸形目鯧亞目双鳍鲳科玉鲳属的鱼类。分布于日本、菲律宾、阿拉富拉海、阿拉伯海以及中国东海等海域，棲息深度可達650公尺，體長可達25公分。该物种的模式产地在阿拉富拉海。